# مرغ و همسایه
مرغ و همسایه فیلمی به کارگردانی عباس احمدی مطلق و نویسندگی جواد کهنمویی ساختهٔ سال ۱۳۷۰ است.

## بازیگران
- حسن سجادی
- راضیه برومند
- فهیمه راستکار